# Совєтський район (Марій Ел)
Совє́тський район (рос. Советский район, марій. Советский кундем) — адміністративна одиниця Республіки Марій Ел Російської Федерації.
Адміністративний центр — селище міського типу Совєтський.

## Населення
Населення району становить 28719 осіб (2019, 31081 у 2010, 31403 у 2002).

## Адміністративно-територіальний поділ
На території району 1 міське та 7 сільських поселення:
| Поселення                         | Площа, км² | Населення, осіб (2002) | Населення, осіб (2010) | Населення, осіб (2019) | Центр         | Населені пункти |
| --------------------------------- | ---------- | ---------------------- | ---------------------- | ---------------------- | ------------- | --------------- |
| Совєтське міське поселення        | 53,67      | 12285                  | 12076                  | 11770                  | Совєтський    | 3               |
| Алексієвське сільське поселення   | 89,56      | 1954                   | 1916                   | 1781                   | Алексієвський | 16              |
| Верх-Ушнурське сільське поселення | 128,00     | 2131                   | 2035                   | 1745                   | Верх-Ушнур    | 18              |
| Вятське сільське поселення        | 179,88     | 3304                   | 3397                   | 3212                   | Вятське       | 22              |
| Кужмаринське сільське поселення   | 228,85     | 3817                   | 3748                   | 3256                   | Кужмара       | 33              |
| Михайловське сільське поселення   | 101,28     | 1301                   | 1302                   | 1115                   | Михайловка    | 17              |
| Ронгинське сільське поселення     | 348,33     | 3869                   | 3695                   | 3319                   | Ронга         | 27              |
| Солнечне сільське поселення       | 262,88     | 2894                   | 2912                   | 2521                   | Солнечний     | 5               |

- 1 квітня 2009 року було ліквідовано Кумаринське сільське поселення, його територія увійшла до складу Верх-Ушнурського сільського поселення; було ліквідовано Оршинське сільське поселення, його територія увійшла до складу Вятського сільського поселення; були ліквідовані Кадамське сільське поселення та Кельмаксолинське сільське поселення, їхні території увійшли до складу Кужмаринського сільського поселення; було ліквідовано Чкарінське сільське поселення, його територія увійшла до складу Ронгинського сільського поселення[4].

## Найбільші населені пункти
Найбільші населені пункти з чисельністю населення понад 1000 осіб:
| № | Населений пункт | Населення, осіб (2002) | Населення, осіб (2010) |
| - | --------------- | ---------------------- | ---------------------- |
| 1 | Совєтський      | 10 806                 | 10 664                 |
| 2 | Вятське         | 1 662                  | 1 777                  |
| 3 | Алексієвський   | 1 627                  | 1 644                  |
| 4 | Ургакш          | 1 251                  | 1 385                  |
| 5 | Ронга           | 1 372                  | 1 333                  |
| 6 | Солнечний       | 1 456                  | 1 317                  |